# Hygrotus pectoralis
Hygrotus pectoralis là một loài bọ cánh cứng trong họ Bọ nước. Loài này được Motschulsky miêu tả khoa học năm 1860.